# Избраните (теленовела)
Избраните (на испански: Los elegidos) е мексиканска научнофантастична теленовела, продуцирана от Sony Pictures Television за Телевиса през 2019 г., която е базирана на испанския сериал Los protegidos, създаден от Дарио Мадрона и Рут Гарсия.
В главните роли са Сара Малдонадо и Карлос Феро, в главните поддържащи роли са Макарена Гарсия Ромеро и Джейсън Ромо, а в отрицателната – Хулио Брачо.
Сериалът разказва за група хора, които се преструват, че са семейство с цел да избягат от странна организация, която ги търси за свръхестествените сили, които децата притежават.

## Сюжет
Семейство Гарсия Гарсия крие две тайни. Едната е, че те всъщност не са семейство, а втората – че децата, които го съставляват, имат изключителни способности. Те трябва да се скрият, за да се предпазят от зловещия полковник Морисън, бивш американски военен, който желае да използва правомощията си в полза на своите дяволски планове.

## Актьори
- Сара Малдонадо – Химена Виегас / Химена Гарсия
- Карлос Феро – Марио Калдерон / Марио Гарсия
- Хулио Брачо – Полковник Томас Морисън
- Кармен Мадрид – Роса Домингес
- Аранца Руис – Бека
- Ерик Каниете – Лукас Гарсия
- Макарена Гарсия Ромеро – Сандра Лопес Ториха / Сандра Гарсия Гарсия
- Джейсън Ромо – Фелипе Гарсия Гарсия
- Марио Ескаланте – Лейтенант Исмаел Мурийо
- Синтия Васкес
- Херардо Трехолуна
- Клариса Гонсалес – Клаудия Домингес
- Максимилиано Урибе – Карлос Калдерон / Карлос Гарсия Гарсия
- Поала Реал – Лусия Гарсия Гарсия
- Касандра Итуралде – Бланка Виегас
- Лукас Уркихо
- Хосе Антонио Толдеано
- Хавиер Понсе
- Родриго Сантакрус – Силвестре Санчес / Артуро Фонсека
- Андрес Байда – Ектор
- Айдан Вайехо
- Джил Сепеда
- Дайрен Чавес

## Премиера
Премиерата на Избраните е на 1 юли 2019 г. по Las Estrellas. Последният 34 епизод е излъчен на 16 август 2019 г.

## Адаптации
- Los protegidos, испански сериал, създаден от Дарио Мадрона и Рут Гарсия, продуциран от Boomerang TV за канал Antena 3.